# Прогрессивное движение косовских цыган
Прогресси́вное движе́ние ко́совских цыга́н (алб. Iniciativë Qytetare – Lëvizja Përparimtare e Romëve të Kosovës, цыг. Dizunengi Iniciativa – Kosovaki Romengi Anglipaski Phiravlin) — политическая партия, выступающая за права цыганского национального меньшинства в Косово. Основателем и председателем партии является Эрджан Галуши.
Партия поддерживает правительство, возглавляемое партией Самоопределение и проголосовала за кандидата, поддерживаемого Самоопределением, на президентских выборах 2021 года — Вьосу Османи.